# Sven Alm
Sven-Erik Alm, född 2 juni 1919 i Göteborg, död 15 februari 2010 i Stockholm, var en svensk militär (överste) och svensk mästare i segelflyg. 

## Biografi
Alm utnämndes till fänrik efter avslutad flygutbildning vid Krigsflygskolan (F 5) 1942. Han utbildades vid Flygkrigshögskolan (FKHS) 1947–1949, blev major 1955, överstelöjtnant 1959 och överste 1964. Han tjänstgjorde vid Västgöta flygflottilj (F 6) 1942–1949, Försvarsstaben 1949–1950, Flygstaben 1951–1953, åter vid F 6 1954, var lärare vid Flygkrigshögskolan 1955–1957, adjutant hos Överbefälhavaren (ÖB) 1958–1959, lärare vid Försvarshögskolan 1960–1964, chef för flyglinjen vid Militärhögskolan 1965–1966 samt chef för Södertörns flygflottilj (F 18) 1966–1974. Alm blev siste flygflottiljchef vid F 18, då flottiljen avvecklades den 30 juni 1974. Från år 1975 till år 1981 var Alm ordförande för Flygvapnets personaldelegation.
Alm medverkade som expert 1958 års försvarsledningsutredning och var flygmilitär medarbetare på Stockholms-Tidningen (ST) 1955–1960. Han medverkade aktivt i segelflygverksamhet på Västgöta flygflottilj. Vid det första svenska mästerskapet i segelflyg på Ålleberg 1945, blev han den första svenska mästaren inom sporten. Vid tävlingarna året därefter placerade han sig som trea. 
Alm är begravd på Örgryte gamla kyrkogård.

## Utmärkelser
- Riddare av Svärdsorden, 1960.[2]
- Kommendör av Svärdsorden, 6 juni 1968.[3]
- Kommendör av första klass av Svärdsorden, 6 juni 1972.[4]